# Referèndum italià de 1974
El Referèndum italià sobre el divorci de 1974 (en italià: Referendum abrogativo del 1974 in Italia, conegut també com a referèndum sul divorzio), es va efectuar els dies 12 i 13 de maig de 1974 a Itàlia, en què es demanava als votants si volien o no derogar la Llei 898/70 –Disciplina dels casos de dissolució del matrimoni de 1970, coneguda com a llei de Fortuna-Baslini pel nom dels primers signants del projecte al Parlament).
L'entrada en vigor d'aquesta llei havia introduït el divorci a Itàlia, causant controvèrsia i oposició, en particular per part de molts catòlics on la seva doctrina aferma la indissolubilitat del vincle matrimonial, els anti divorci van presentar la seva posició com un motiu secular, que es deriva de l'essència mateixa del matrimoni com una institució de dret natural, no com un sagrament. Els que eren a favor del divorci, no només van assenyalar el sentit d'una expansió de les llibertats civils, sinó també, en els seus components més progressius, un gir cap a l'esquerra en el marc de la política nacional. La victòria dels NO el 1974 va ser important, va seguir amb l'elecció de l'esquerra a la campanya del 1975-1976 i 1976, i després el 1978 la formació de govern amb el suport exterior del Partit Comunista Italià.

## Marc social
En el moment de la promulgació de la Llei (1 de desembre de 1970), el front polític i social estava fortament dividit sobre el tema. Les forces seculars i liberals s'havien convertit en promotors de la iniciativa parlamentària, –la llei va néixer, de fet, una obra de Loris Fortuna del Partit Socialista Italià i d'Antonio Baslini del Partit Liberal Italià–. Marcades diferències continuen presents entre l'avantguarda més radical –feministes, LID, el Partit Radical, l'ala socialista de Fortuna– i una part substancial del Partit comunista, orientada a negociacions amb la DC, o l'ala socialista de De Martino. Els demòcrates cristians i el Moviment Social Italià s'havien oposat a la llei], encara que alguna part del món catòlic ho va defensar, com l'ACLI, o els moviments dels demòcrates catòlics de Gozzini, Scoppola, La Valle, Prodi. Mentre l'únic moviment catòlic Comunione i Liberazione s'havia quedat completament fidel a les instruccions de la CEI.

## Les posicions dels partits

### Sí
- Democràcia Cristiana
- Moviment Social Italià- Dreta Nacional[5]

### No
- Partit Comunista Italià
- Partit Liberal Italià
- Partit Radical
- Partit Republicà Italià
- Partit Socialista Democràtic Italià
- Partit Socialista Italià

### Llibertat d'elecció
- Partit Popular del Tirol del Sud[6]

## Participació i resultats
| Resultats       | Resultats                | Resultats                |
| Sí o No         | Classificacions          | Percentatge              |
| --------------- | ------------------------ | ------------------------ |
| SÍ              | 13 157 558               | 40,7%                    |
| NO              | 19 138 300               | 59,3%                    |
| Vots vàlids     | 32.295.858               | 97,8%                    |
| En blanc o nuls | 727.321                  | 2,2%                     |
| Total vots      | 33.023.179               | 100,0%                   |
| Participació    | 87,7% (forum aconseguit) | 87,7% (forum aconseguit) |
| Votans totals   | 37.646.322               | 37.646.322               |

| SI 13 157 558 (40,70%) |  |  | NO 19 138 300 (59,30%) |
| ▲ 50%                  |  |  |                        |